# Carlos Corberán
Carlos Corberán Vallet (Cheste, Valencia; 7 de abril de 1983) es un entrenador de fútbol español. Actualmente entrena al Valencia C. F. de la Primera División de España.

## Trayectoria
Comenzó a trabajar en Primera División de España con tan sólo 26 años, lo hizo en el Villarreal C. F. a las órdenes de Juan Carlos Garrido Fernández, donde fue segundo entrenador, tras entrenar en el segundo filial del equipo.
En febrero de 2012, Carlos fichó por el equipo de Arabia Saudí Al Ittihad junto a Raúl Caneda previa recomendación de Pep Guardiola al equipo árabe. Clasificaron al equipo a semifinales de la Liga de Campeones de la AFC. 
En la temporada 2013-14 se hizo cargo del Juvenil A de División de Honor del AD Alcorcón, hasta el mes de enero de 2014, donde fue relevado por José María Rico.
En la temporada 2014-15 fichó por el Al-Nassr FC en el país árabe y fueron cesados yendo primeros en la Liga Regular, volviendo a dicho club en febrero de 2016. 
En diciembre de 2016, el que fuera asistente técnico de Raúl Caneda en Arabia Saudí y de Juan Carlos Garrido en el Villarreal, fichó como nuevo entrenador del Doxa Katokopias de la Primera División de Chipre. Se trataría de su primera experiencia como técnico profesional.
En febrero de 2017 se hace cargo del Ermis Aradippou también de la Primera División de Chipre, acompañado en el cuerpo técnico de Carlos Inarejos. Dirigiría 15 partidos con el conjunto chipriota con el que termina en séptima posición en la Liga Regular.
El 21 de junio de 2017, fue anunciado como el nuevo entrenador de Leeds United Sub-23, ocupando la vacante dejada por Jason Blunt.
Después del nombramiento de Marcelo Bielsa como entrenador del primer equipo en junio de 2018, Corberán fue ascendido a entrenador del primer equipo y continuó su papel como entrenador en jefe del equipo sub-23.
Con el equipo Leeds United sub-23, Corberán ganó la liga de la PDL Northern League 2018-19 y después se convirtieron en campeones nacionales de la Liga de Desarrollo Profesional al vencer a Birmingham City en la final.
En junio de 2019, Corberán rechazó una oferta para dirigir a la Cultural Leonesa, para decidir quedarse en Leeds a las órdenes de Marcelo Bielsa.
El 23 de julio de 2020, firmó como entrenador del Huddersfield Town de la English Football League Championship. El 7 de julio de 2022, abandonó el cargo de entrenador del Huddersfield Town, tras no conseguir el ascenso a la Premier League.
El 1 de agosto de 2022, fichó por el Olympiakos F.C. de la Superliga de Grecia. Fue destituido el 18 de septiembre, solo dos meses después de asumir su cargo, debido a malos resultados, en especial en la Europa League.
El 25 de octubre de 2022, fue nombrado nuevo entrenador del West Brom de la English Football League Championship.
El 25 de diciembre de 2024, a la 1:42 de la mañana, el Valencia C. F. lanzó un comunicado en el cual el valenciano asume como entrenador al frente del club ché firmando un contrato hasta junio de 2027, sustituyendo así a Rubén Baraja.

## Estadísticas como entrenador
| Equipo                          | Div.                | Temporada           | Liga  | Liga | Liga | Liga | Liga |       | Copa | Copa | Copa | Copa  |   | Internacional | Internacional | Internacional | Internacional | Internacional |   | Otros | Otros | Otros | Otros |    | Totales     | Totales | Totales | Totales | Totales | Totales | Totales | Totales |
| Equipo                          | Div.                | Temporada           | Part. | G    | E    | P    | Pos. | Part. | G    | E    | P    | Part. | G | E             | P             | Pos.          | Part.         | G             | E | P     | Part. | G     | E     | P  | Rendimiento | GF      | GC      | Dif.    |         |         |         |         |
| ------------------------------- | ------------------- | ------------------- | ----- | ---- | ---- | ---- | ---- | ----- | ---- | ---- | ---- | ----- | - | ------------- | ------------- | ------------- | ------------- | ------------- | - | ----- | ----- | ----- | ----- | -- | ----------- | ------- | ------- | ------- | ------- | ------- | ------- | ------- |
| Doxa Katokopias Chipre          | 1.ª                 | 2016-17             | 8     | 1    | 2    | 5    | Inc. | -     | -    | -    | -    | -     | - | -             | -             | -             | -             | -             | - | -     | 8     | 1     | 2     | 5  | 20.83%      | 4       | 10      | -6      |         |         |         |         |
| Doxa Katokopias Chipre          | Total               | Total               | 8     | 1    | 2    | 5    | -    | -     | -    | -    | -    | -     | - | -             | -             | -             | -             | -             | - | -     | 8     | 1     | 2     | 5  | 20.83%      | 4       | 10      | -6      |         |         |         |         |
| Ermis Aradippou Chipre          | 1.ª                 | 2016-17             | 15    | 6    | 2    | 7    | 7.º  | -     | -    | -    | -    | -     | - | -             | -             | -             | -             | -             | - | -     | 15    | 6     | 2     | 7  | 44.44%      | 25      | 26      | -1      |         |         |         |         |
| Ermis Aradippou Chipre          | Total               | Total               | 15    | 6    | 2    | 7    | -    | -     | -    | -    | -    | -     | - | -             | -             | -             | -             | -             | - | -     | 15    | 6     | 2     | 7  | 44.44%      | 25      | 26      | -1      |         |         |         |         |
| Huddersfield Town Inglaterra    | 2.ª                 | 2020-21             | 46    | 12   | 13   | 21   | 20.º | 2     | 0    | 0    | 2    | -     | - | -             | -             | -             | -             | -             | - | -     | 48    | 12    | 13    | 23 | 34.03%      | 52      | 75      | -23     |         |         |         |         |
| Huddersfield Town Inglaterra    | 2.ª                 | 2021-22             | 46    | 23   | 13   | 10   | 3.º  | 5     | 2    | 1    | 2    | -     | - | -             | -             | -             | 3             | 1             | 1 | 1     | 54    | 26    | 15    | 13 | 57.41%      | 71      | 54      | +17     |         |         |         |         |
| Huddersfield Town Inglaterra    | Total               | Total               | 92    | 35   | 26   | 31   | -    | 7     | 2    | 1    | 4    | -     | - | -             | -             | -             | 3             | 1             | 1 | 1     | 102   | 38    | 28    | 36 | 46.4%       | 123     | 129     | -6      |         |         |         |         |
| Olympiacos · Grecia             | 1.ª                 | 2022-23             | 5     | 2    | 2    | 1    | Inc. | -     | -    | -    | -    | 6     | 0 | 4             | 2             | Inc.          | -             | -             | - | -     | 11    | 2     | 6     | 3  | 36.36%      | 13      | 14      | -1      |         |         |         |         |
| Olympiacos · Grecia             | Total               | Total               | 5     | 2    | 2    | 1    | -    | -     | -    | -    | -    | 6     | 0 | 4             | 2             | -             | -             | -             | - | -     | 11    | 2     | 6     | 3  | 36.36%      | 13      | 14      | -1      |         |         |         |         |
| West Bromwich Albion Inglaterra | 2.ª                 | 2022-23             | 30    | 16   | 4    | 10   | 9.º  | 3     | 1    | 1    | 1    | -     | - | -             | -             | -             | -             | -             | - | -     | 33    | 17    | 5     | 11 | 56.57%      | 46      | 37      | +9      |         |         |         |         |
| West Bromwich Albion Inglaterra | 2.ª                 | 2023-24             | 46    | 21   | 12   | 13   | 5.º  | 3     | 1    | 0    | 2    | -     | - | -             | -             | -             | 2             | 0             | 1 | 1     | 51    | 22    | 13    | 16 | 51.64%      | 76      | 55      | +21     |         |         |         |         |
| West Bromwich Albion Inglaterra | 2.ª                 | 2024-25             | 22    | 8    | 11   | 3    | Inc. | 1     | 0    | 0    | 1    | -     | - | -             | -             | -             | -             | -             | - | -     | 23    | 8     | 11    | 4  | 50.72%      | 27      | 18      | +9      |         |         |         |         |
| West Bromwich Albion Inglaterra | Total               | Total               | 98    | 45   | 27   | 26   | -    | 7     | 2    | 1    | 4    | -     | - | -             | -             | -             | 2             | 0             | 1 | 1     | 107   | 47    | 29    | 31 | 52.96%      | 149     | 110     | +39     |         |         |         |         |
| Valencia · España               | 1.ª                 | 2024-25             | 21    | 9    | 7    | 5    | 12.º | 3     | 2    | 0    | 1    | -     | - | -             | -             | -             | -             | -             | - | -     | 24    | 11    | 7     | 6  | 55.55%      | 32      | 33      | -1      |         |         |         |         |
| Valencia · España               | 1.ª                 | 2025-26             | 1     | 0    | 1    | 0    | -    | 0     | 0    | 0    | 0    | -     | - | -             | -             | -             | -             | -             | - | -     | 1     | 0     | 1     | 0  | 33.33%      | 1       | 1       | +0      |         |         |         |         |
| Valencia · España               | Total               | Total               | 22    | 9    | 8    | 5    | -    | 3     | 2    | 0    | 1    | -     | - | -             | -             | -             | -             | -             | - | -     | 25    | 11    | 8     | 6  | 54.67%      | 33      | 34      | -1      |         |         |         |         |
| Total en su carrera             | Total en su carrera | Total en su carrera | 240   | 98   | 67   | 75   | -    | 17    | 6    | 2    | 9    | 6     | 0 | 4             | 2             | -             | 5             | 1             | 2 | 2     | 268   | 105   | 75    | 88 | 48.51%      | 347     | 323     | +24     |         |         |         |         |
| 1. 2. 3.                        |                     |                     |       |      |      |      |      |       |      |      |      |       |   |               |               |               |               |               |   |       |       |       |       |    |             |         |         |         |         |         |         |         |

#### Resumen por competiciones
| Competición                | Partidos | Ganados | Empatados | Perdidos | %      | Resultado        |
| -------------------------- | -------- | ------- | --------- | -------- | ------ | ---------------- |
| Primera División de Chipre | 23       | 7       | 4         | 12       | 36.23% | 7.º lugar        |
| EFL Championship           | 195      | 81      | 55        | 59       | 50.94% | 3.er lugar       |
| FA Cup                     | 9        | 4       | 1         | 3        | 48.14% | Quinta ronda     |
| EFL Cup                    | 5        | 0       | 1         | 4        | 6.67%  | Segunda ronda    |
| Superliga de Grecia        | 5        | 2       | 2         | 1        | 53.33% | 6.º lugar        |
| LaLiga                     | 22       | 9       | 8         | 5        | 53.03% | 12.º lugar       |
| Copa del Rey               | 3        | 2       | 0         | 1        | 66.67% | Cuartos de final |
| Liga Europa de la UEFA     | 6        | 0       | 4         | 2        | 22.22% | Fase de grupos   |
| TOTAL                      | 268      | 105     | 75        | 88       | 48.51% | Sin Títulos      |